# Le Peuple avant le profit
Le Peuple avant le profit (en anglais : People Before Profit Alliance, abrégé PBP ou PBPA) est un parti politique socialiste, fondé en octobre 2005. Il est actif en Irlande et en Irlande du Nord. Il est favorable à l'Irlande Unie.

## Idéologie
(janvier 2019).
Le Peuple avant le profit se définit comme un parti visant à transformer l'Irlande en un État socialiste, favorable à une meilleure justice fiscale en procédant à une redistribution radicale des richesses, un système d'impôt plus équitable, la lutte contre la fraude fiscale, et de meilleurs revenus pour les travailleurs. Il se prononce également en faveur de davantage de droits sociaux, notamment en améliorant les droits des femmes, des personnes LGBTQ, ainsi que ceux des migrants.
Le parti propose également de garantir des droits fondamentaux et élémentaires, notamment le droit au logement pour tous, une éducation accessible et gratuite pour tous,, et un système de santé général, et du tiers payant pour tous les citoyens.
Le parti propose une politique environnementale radicale afin que l'Irlande puisse arriver à une production énergétique 100 % renouvelable d'ici 2035,. Il se prononce contre la fracturation hydraulique, et pour des transports en commun de qualité et plus accessibles.
Il se prononce contre l'intervention occidentale en Syrie, et contre sa présence au sein de l'OTAN et de la CSP.
Le parti est en faveur de la laïcité. Il souhaite, ainsi, la fin de la partition de l'Irlande, une véritable intégration des collectivités du Nord de l'île, et la séparation de l'Église et de l'État.
Il veut aussi défendre les droits des animaux, notamment en procédant à un audit complet des questions relatives au bien-être des animaux dans le pays, et en interdisant certaines pratiques qui iraient à l'encontre du bien-être animal, comme la chasse, l'expérimentation sur les animaux, les cirques ou les courses de lévriers.
Le parti est également favorable à la légalisation du cannabis.

## Résultats électoraux

### Irlande du Nord

#### Élections générales britanniques
| Année | Vote  | %   | Mandats |
| ----- | ----- | --- | ------- |
| 2010  | 2 936 | 0,4 | 0 / 18  |
| 2015  | 7 854 | 0,9 | 0 / 18  |
| 2017  | 5 509 | 0,4 | 0 / 18  |

#### Assemblée de l'Irlande du Nord
| Année | Voix   | %    | Sièges  | Gouvernement      |
| ----- | ------ | ---- | ------- | ----------------- |
| 2007  | 774    | 0,1  | 0 / 108 | Dans l'opposition |
| 2011  | 5 438  | 0,8  | 0 / 108 | Dans l'opposition |
| 2016  | 13 761 | 2,0  | 2 / 108 | Dans l'opposition |
| 2017  | 14 100 | 1,8  | 1 / 90  | Dans l'opposition |
| 2022  | 9 798  | 1,14 | 1 / 90  | Dans l'opposition |